# Списък с членове на Висшия съдебен съвет
Висшият съдебен съвет (ВСС) е висш административен орган на съдебната власт в Република България, установен в конституцията от 1991 г. В края на 1991 г. е избран първият му състав.
Състои от 25 члена с най-малко 15 години стаж като юристи, от които минимум пет години като съдия, прокурор, следовател или хабилитиран учен по право.
От този състав на съвета членове по право са председателят на Върховния касационен съд (ВКС), председателят на Върховния административен съд (ВАС) и Главният прокурор, назначени с указ на президента на републиката.
Единадесет члена на съвета се избират от Парламента и единадесет члена се избират от органите на съдебната власт (чрез делегатски събрания на съдии, прокурори и следователи – 6 съдии, 4 прокурори и 1 следовател).
Мандатът на изборните членове на ВСС е петгодишен и те не могат да бъдат преизбирани за два последователни мандата.
Следва списък със съставите на ВСС по години.

## 1991
От 27.09.1991 г. до 06.12.1991 г. ВСС е в състав:
- Пенчо Пенев
- Йорданка Хаджиенева
- Светослав Лучников
- Иван Шиваров
- Димитър Лозанчев
- Кирил Маричков
- Мартин Гунев
- Коста Богацевски
- Байчо Панев
- Лилко Йоцов (р.1944)
- Божидар Колев
- Любен Велинов
- Васил Дончев
- Любомир Сахатчиев
- Георги Кандиларов
- Недко Добрилов
- Димитър Димитров
- Николай Чирипов
- Димитър Гочев
- Павел Димитров
- Димитър Чавдаров
- Симеон Котев
- Живан Белчев
- Стоян Цонев
- Иван Филчев
- Чанко Апостолов

## 1992 – 1997
От 05.02.1992 г. до 12.02.1997 г. ВСС е в състав:
- Димитър Лозанчев – до 1992 г.
- Мелкон Мелконян
- Мартин Гунев – до 19.02.1992 г.
- Николай Чирипов
- Ани Аджемова
- Павел Димитров – до 22.07.1992 г.
- Васил Дончев – до 29.06.1994 г.
- Христо Христов – до 5.05.1992 г.
- Георги Бакърджиев
- Цветана Сурлекова
- Георги Шопов
- Александър Новков от 27.05.1992 г.
- Димитър Чавдаров – до 03.06.1992 г.
- Николай Христов – от 15.03.1995 г.
- Димитър Димитров
- Ангел Ганев – от 24.06.1992 г.
- Здравко Киров
- Мария Даскалова – от 8.09.1992 г.
- Владислав Славов
- Ани Крулева – от 22.04.1992 г.
- Иван Григоров – до 12.10.1994 г.
- Иван Ников – от 22.04.1992 г.
- Иван Татарчев
- Нестор Несторов – от 24.02.1993 г.
- Кирил Маричков – до 1992 г.
- Мария Глогова – от 24.02.1993 г.
- Коста Богацевски – до 26 януари 1993 г.
- Здравка Маркова – от 22.04.1992 г.
- Лилко Йоцов
- Николай Петров – от 30.03.1994 г.
- Лилия Касабова до 22.06.1994 г.
- Румен Янков – от 7.12.1994 г.
- Лалка Кювлиева
- Капка Костова – от 22.02.1995 г.
- Любомир Сахатчиев – до 05.05.1992 г.
- Огнян Топуров – от 24.06.1992 г. до 18.11.1992 г.
- Михаил Даскалов

## 1997 – 1998
От 12.02.1997 г. до 16.12.1998 г. ВСС е в състав:
| Име                    | Квота                      |
| ---------------------- | -------------------------- |
| Румен Янков            | По право (ВКС)             |
| Владислав Славов       | По право (ВАС)             |
| Иван Татарчев          | По право (Главен прокурор) |
| Бойка Попова           | Съд                        |
| полк. Борислав Ангелов | Съд                        |
| Виолета Млеканова      | Съд                        |
| Елена Авдева           | Съд                        |
| Румен Ненков           | Съд                        |
| полк. Емил Карамфилов  | Прокуратура                |
| Огнян Атанасов         | Прокуратура                |
| Росица Терзова         | Прокуратура                |
| Ангел Александров      | Следствие                  |
| Бойко Рашков           | Следствие                  |
| Радко Йончев           | Следствие                  |
| Асен Арсов             | Парламент                  |
| Божидар Колев          | Парламент                  |
| полк. Бочо Цветков     | Парламент                  |
| Веселин Ангелов        | Парламент                  |
| Деньо Колев            | Парламент                  |
| Еню Комитов            | Парламент                  |
| Милена Дякова          | Парламент                  |
| Николай Дърмонски      | Парламент                  |
| Петър Василев          | Парламент                  |
| Румен Андреев          | Парламент                  |
| Светла Димитрова       | Парламент                  |

## 1998 – 2003
От 16.12.1998 г. до 16.12.2003 г. ВСС е в състав:
| Име                        | Квота                      | От/до                             |
| -------------------------- | -------------------------- | --------------------------------- |
| Румен Янков                | По право (ВКС)             | до 15.11.2000 г.                  |
| Иван Григоров              | По право (ВКС)             | от 15.11.2000 г.                  |
| Владислав Славов           | По право (ВАС)             | до 13.11.2003 г.                  |
| Иван Татарчев              | По право (Главен прокурор) | до 16.02.1999 г.                  |
| Никола Филчев              | По право (Главен прокурор) | от 16.02.1999 г.                  |
| Благовест Пунев            | Съд                        | -                                 |
| Божидар Манев              | Съд                        | -                                 |
| Здравко Трифонов           | Съд                        | -                                 |
| Милена Жабинска            | Съд                        | -                                 |
| Нели Куцкова               | Съд                        | -                                 |
| Станко Кидиков             | Съд                        | -                                 |
| Димитър Димитров           | Прокуратура                | -                                 |
| Йордан Иванов              | Прокуратура                | -                                 |
| Росен Димов                | Прокуратура                | -                                 |
| Румен Георгиев             | Следствие                  | -                                 |
| Благо Николов              | Следствие                  | -                                 |
| Бойко Рашков               | Следствие                  | -                                 |
| Ангел Александров          | Следствие                  | до 11.11.1999 г.                  |
| Ани Аджемова               | Парламент                  | -                                 |
| Анна Банкова               | Парламент                  | -                                 |
| Богдан Карайотов           | Парламент                  | -                                 |
| Боян Магдалинчев           | Парламент                  | -                                 |
| Евелина Попова             | Парламент                  | -                                 |
| Здравко Киров              | Парламент                  | -                                 |
| Йорданка Хаджиенева-Данова | Парламент                  | -                                 |
| Лидия Иванова (Ескенази)   | Парламент                  | -                                 |
| Любка Илиева               | Парламент                  | -                                 |
| Минко Минков               | Парламент                  | -                                 |
| Димитър Тончев             | Парламент                  | до 16.03.1999 г.                  |
| Людмил Нейков              | Парламент                  | до 11.10.2000 г.                  |
| Радка Петрова              | Парламент                  | от 19.09.2003 г.                  |
| Асен Манов                 | Парламент                  | от 01.11.2000 г. до 19.09.2003 г. |

## 2003 – 2007
От 16.12.2003 г. до 03.10.2007 г. ВСС е в състав:
| Име                          | Квота                      | От/до            |
| ---------------------------- | -------------------------- | ---------------- |
| Иван Григоров                | По право (ВКС)             | -                |
| Константин Пенчев            | По право (ВАС)             | -                |
| Никола Филчев                | По право (Главен прокурор) | до 22.02.2006 г. |
| Борис Велчев                 | По право (Главен прокурор) | до 15.11.2000 г. |
| Андрей Икономов              | Съд                        | -                |
| Бойка Попова                 | Съд                        | -                |
| Венета Петрова-Марковска     | Съд                        | -                |
| Евгени Стайков               | Съд                        | -                |
| Румен Ненков                 | Съд                        | -                |
| Събина Христова              | Съд                        | -                |
| Христо Манчев                | Прокуратура                | -                |
| Митьо Марков                 | Прокуратура                | -                |
| Камен Ситнилски              | Прокуратура                | -                |
| Цеко Йорданов                | Прокуратура                | -                |
| д-р Атанас Нешков            | Следствие                  | -                |
| Свилен Турмаков              | Следствие                  | -                |
| Румен Андреев                | Следствие                  | до 23.11.2005 г. |
| проф. Александър Воденичаров | Парламент                  | -                |
| Ангел Александров            | Парламент                  | -                |
| Анита Михайлова              | Парламент                  | -                |
| Виолета Бояджиева            | Парламент                  | -                |
| Владимир Иванчев             | Парламент                  | -                |
| Даринка Станчева             | Парламент                  | -                |
| Любомир Цеков                | Парламент                  | -                |
| Николай Ганчев               | Парламент                  | -                |
| Панайот Генков               | Парламент                  | -                |
| Радка Петрова                | Парламент                  | -                |
| Димитър Токушев              | Парламент                  | -                |

## 2007 – 2012
От 03.10.2007 г. до 03.10.2012 г. ВСС е в състав:
| Име                      | Квота                      | От/до                             |
| ------------------------ | -------------------------- | --------------------------------- |
| Иван Григоров            | По право (ВКС)             | до 20.11.2007 г.                  |
| проф. д-р Лазар Груев    | По право (ВКС)             | от 21.11.2007 г.                  |
| Константин Пенчев        | По право (ВАС)             | -                                 |
| Георги Колев             | По право (ВАС)             | -                                 |
| проф. Борис Велчев       | По право (Главен прокурор) | -                                 |
| Божидар Сукнаров         | Съд                        | -                                 |
| Георги Шопов             | Съд                        | -                                 |
| Иван Колев               | Съд                        | -                                 |
| Цветанка Табанджова      | Съд                        | -                                 |
| Сребрина Христова        | Съд                        | до 22.10.2009 г.                  |
| Галина Захарова          | Съд                        | до 09.06.2011 г.                  |
| Димитър Фикиин           | Съд                        | от 13.09.2011 г.                  |
| Капка Костова            | Съд                        | от 25.11.2009 г. до 09.06.2011 г. |
| Теодора Нинова           | Съд                        | от 13.09.2011 г.                  |
| Вельо Велев              | Прокуратура                | -                                 |
| Пенка Маринова           | Прокуратура                | -                                 |
| Радка Петрова            | Прокуратура                | -                                 |
| Цони Цонев               | Прокуратура                | -                                 |
| Пламен Стоилов           | Следствие                  | -                                 |
| проф. д-р Анелия Мингова | Парламент                  | -                                 |
| Георги Гатев             | Парламент                  | -                                 |
| Елена Митова             | Парламент                  | -                                 |
| Костадинка Наумова       | Парламент                  | -                                 |
| Марияна Дундова          | Парламент                  | -                                 |
| Мая Кипринска            | Парламент                  | -                                 |
| Петър Стоянов            | Парламент                  | -                                 |
| Светла Данова            | Парламент                  | -                                 |
| Стефан Петров            | Парламент                  | -                                 |
| Иван Димов               | Парламент                  | до 29.10.2009 г.                  |
| Стойко Стоев             | Парламент                  | до 20.10.2009 г.                  |
| Кирил Гогев              | Парламент                  | от 28.07.2011 г.                  |
| Нестор Несторов          | Парламент                  | от 28.07.2011 г.                  |

## 2012 – 2017
От 03.10.2012 г. до 2017 г. членове на ВСС са:
| Име                | Колегия     | Квота                         | От/до            |
| ------------------ | ----------- | ----------------------------- | ---------------- |
| Лозан Панов        | Съдийска    | По право (Председател на ВКС) | -                |
| Георги Колев       | Съдийска    | По право (Председател на ВАС) | -                |
| Галя Георгиева     | Съдийска    | Съдийска                      | -                |
| Даниела Костова    | Съдийска    | Съдийска                      | -                |
| Калин Калпакчиев   | Съдийска    | Съдийска                      | -                |
| Камен Иванов       | Съдийска    | Съдийска                      | -                |
| Милка Итова        | Съдийска    | Съдийска                      | -                |
| Юлия Ковачева      | Съдийска    | Съдийска                      | -                |
| Димитър Узунов     | Съдийска    | Парламентарна                 | -                |
| Галина Карагьозова | Съдийска    | Парламентарна                 | -                |
| Каролина Неделчева | Съдийска    | Парламентарна                 | -                |
| Мария Кузманова    | Съдийска    | Парламентарна                 | -                |
| Светла Петкова     | Съдийска    | Парламентарна                 | -                |
| Соня Найденова     | Съдийска    | Парламентарна                 | -                |
| Сотир Цацаров      | Прокурорска | По право (главен прокурор)    | -                |
| Елка Атанасова     | Прокурорска | Прокурорска                   | -                |
| Камен Ситнилски    | Прокурорска | Прокурорска                   | -                |
| Михаил Кожарев     | Прокурорска | Прокурорска                   | -                |
| Румен Боев         | Прокурорска | Прокурорска                   | -                |
| Румен Георгиев     | Прокурорска | Следователска                 | -                |
| Васил Петров       | Прокурорска | Парламентарна                 | -                |
| Магдалена Лазарова | Прокурорска | Парламентарна                 | -                |
| Незабравка Стоева  | Прокурорска | Парламентарна                 | -                |
| Юлиана Колева      | Прокурорска | Парламентарна                 | -                |
| Ясен Тодоров       | Прокурорска | Парламентарна                 | -                |
| Лазар Груев        | –           | По право (ВКС)                | до 20.11.2014 г. |
| Борис Велчев       | –           | По право (главен прокурор)    | до 2.11.2012 г.  |